# Christian Hennig

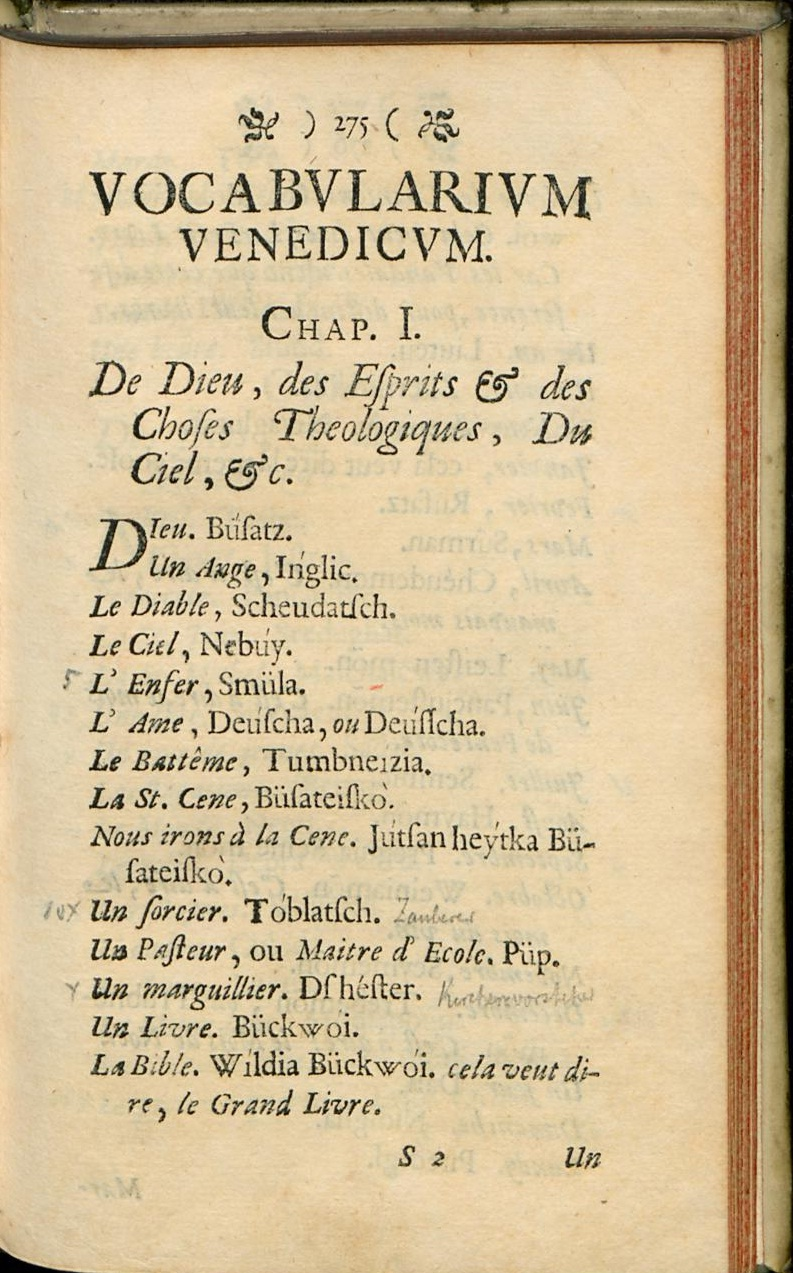
Pierwsza strona Vocabularium Venedicum, przygotowanego przez Henniga

Christian Hennig (także: Christian Hennig von Jessen) (ur. 1649, zm. 1719) – pastor protestancki z Wustrow (Wendland), etnograf niemiecki badający zwyczaje i język Drzewian. Autor najobszerniejszego słownika drzewiańsko-niemieckiego Vocabularium Venedicum z 1705, jednego z nielicznych pamiątek po wymarłej kulturze Słowian połabskich w Niemczech.